# ایو سن لوران
ایو آنری دونا ماتیو-سن-لوران (به فرانسوی: Yves Henri Donat Mathieu-Saint-Laurent)؛ زاده ۱ اوت ۱۹۳۶ – درگذشته ۱ ژوئن ۲۰۰۸)، که با نام ایو سن لوران (به فرانسوی: Yves Saint Laurent) شناخته می‌شود، طراح لباس مشهور فرانسوی بود که کارهایش، تأثیر بسزایی در صنعت مد لباس در نیمه دوم قرن بیستم برجای گذاشت. او به‌خاطر مرسوم کردن شلوار زنانه برای مناسبت‌های مختلف و همچنین طراحی کت و شلوار اسموکینگ برای زنان، شهرت یافت.

## زندگی

### سال‌های آغازین
ایو سن لوران از خانواده‌ای فرانسوی‌تبار در شهر اوران واقع در الجزایر، مستعمره سابق فرانسه، متولد شد. سن لوران در دوران کودکی، عروسک‌هایی کاغذی می‌ساخت و با الهام از همین کاردستی‌ها برای مادر و خواهرش لباس طراحی می‌کرد. او در سن ۱۷ سالگی زادگاه خود را ترک کرد و برای دنبال کردن حرفه طراحی جامه‌های تماشاخانه‌ای و لباس‌های زنانه به پاریس مهاجرت کرد. سن لوران برای مدت کوتاهی به تحصیل در یک آموزشگاه طراحی مد پرداخت و در ۱۷ سالگی جایزه اول مسابقه‌ای بین‌المللی برای طراحی یک لباس کوکتل را از آن خود کرد. در پاریس نخستین طرح‌های خود را به مدیر مجله وگ (Vogue) - یکی از معروف‌ترین مجلات مد - ارائه نمود و پس از آنکه مدیر مجله برخی طرح‌های سن لوران را به کریستیان دیور (یکی از طراحان بزرگ مد) نشان داد، او بلافاصله به عنوان دستیار دیور استخدام شد.
سن لوران به عنوان تحت‌الحمایه دیور، در سن ۲۱ سالگی، و به هنگام مرگ دیور، طراح اصلی شرکت طراحی لباس خانه دیور در سال ۱۹۵۷ میلادی شد و پس از معرفی جامه ذوزنقه‌ای برای کالکشن دیور در سال ۱۹۵۸، و به عهده گرفتن سمت اجرایی بخش هنر دیور، ایو سنت لورن اولین کالکشن خود را برای شرکت لیگنه تراپز روانه بازار کرد. این کار، یک موفقیت چشم‌گیر بود و برای او بردن جایزه اسکار نیمن مارکوس را به همراه داشت.
پس از آن پلیورهای یقه اسکی خوش‌پوشی به سبک بیتنیک روز و ژاکت‌های چرمی مشکی خزداری را در سال ۱۹۶۰، ارائه کرد. در همان سال برای خدمت وظیفه عمومی، به ارتش فرانسه پیوست که در پی آن دستخوش ناراحتی‌های عصبی و روحی گردید و طراح مد، مارک بوهان جای او را در خانه دیور گرفت.

### اوج فعالیت حرفه‌ای

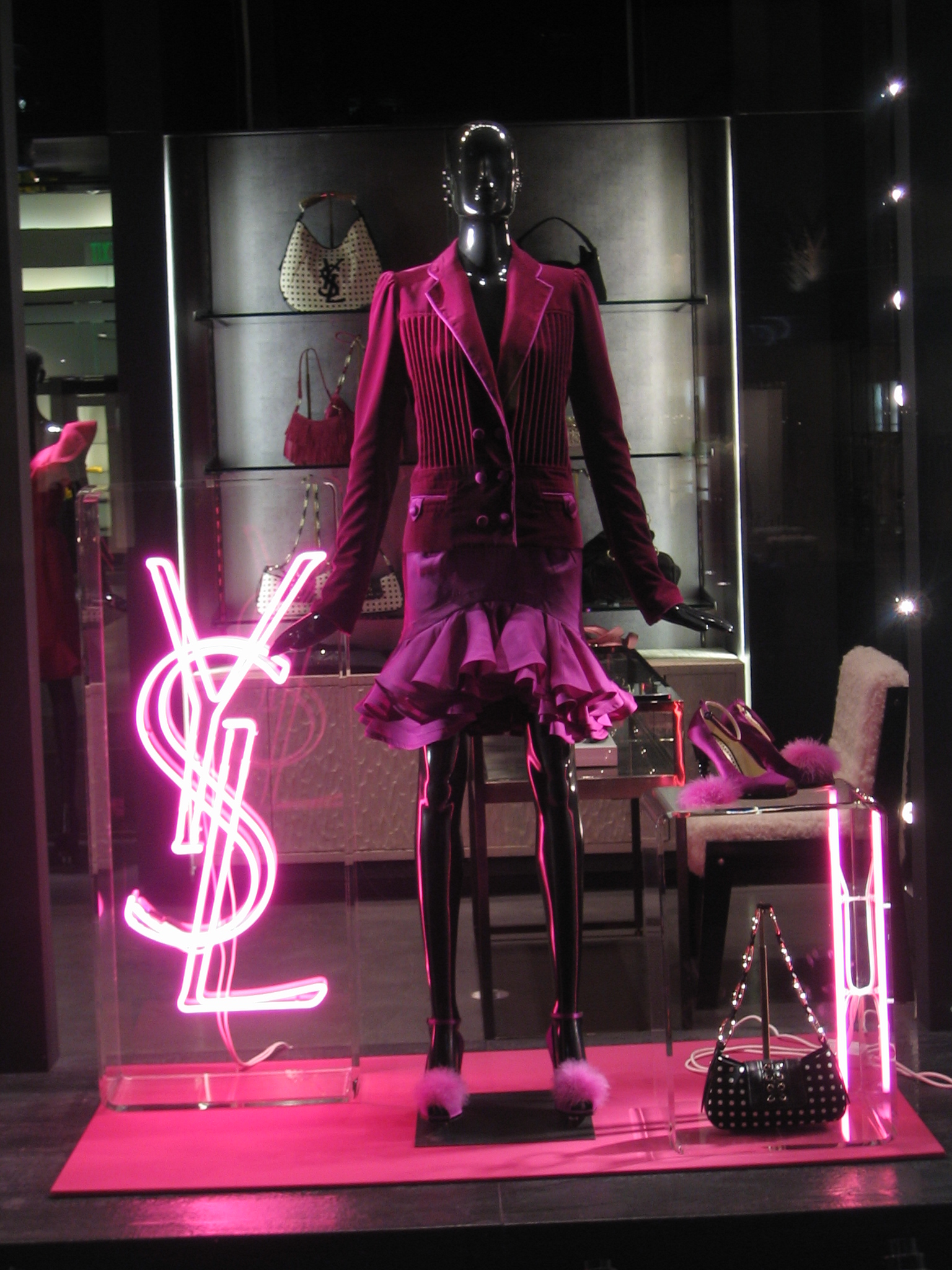
بوتیک ایو سن لوران در شهر بورلی هیلز آمریکا

سن لوران در سال ۱۹۶۲ میلادی، سالن طراحی لباس خود را با نام خانه ایو سن لوران افتتاح کرد و در مدت زمان کوتاهی به یکی از تأثیرگذارترین طراحان مد پاریس تبدیل شد. او پوشیدن شلوار را توسط زنان، (در طرح‌های شهری و محلی) باب نمود و با تغییر قواره و ترکیب جامه‌های مخصوص مردان و تبدیل آن به جامه‌های زنانه، استاندارد جدیدی برای دنیای طراحی لباس خلق کرد. طراحی کت و شلوارهای رسمی نظیر اسموکینگ (تاکسیدوی زنانه) برای بانوان، از جمله ابتکارات و نوآوری‌های او بود. سن لوران همچنین در سال ۱۹۷۷ عطر محبوب اوپیوم را به بازار ارائه داد.
ایو سن لوران چهل سال تمام به آفرینش هنری در عرصهٔ لباس، عطر و اشیاء زینتی پرداخت. وی بخاطر ایجاد دگرگونی‌هایی عمیق در صنعت جهانی مد لباس و نوع لباس‌هایش که متناسب با تغییر نقش اجتماعی زنان در جامعه غرب بود، به شهرتی جهانی رسید. از جمله طرح‌های او می‌توان لباس عروسی فرح دیبا، همسر محمدرضا پهلوی، آخرین شاه ایران را نام برد.
در ماه اکتبر سال ۱۹۹۸، ایو سن لوران آخرین کالکشن آماده‌اش را برای مارک تجاری ریوِ گوش که بیش از ۳۰ سال پیش آن را ایجاد کرده بود، به نمایش گذاشت. او تا سال ۲۰۰۲ به ایجاد پوشاک گران‌قیمت و شیکش ادامه داد.
در آخرین نمایشش در سال ۲۰۰۲، ایو سن لوران آخرین تعظیمش را همراه با آواز الهه مورد علاقه موسیقی او، کاترین دنو با ترانه «زیباترین داستان عشق من» انجام داد.
وی در سال ۲۰۰۲ میلادی خود را بازنشسته کرد و در تاریخ ۱ ژوئن ۲۰۰۸ در خانه‌اش در شهر پاریس درگذشت.

## زندگی شخصی
سن لوران همجنس‌گرا بود و در کودکی به دلیل محیط اجتماعی و فرهنگی آن زمان که این گرایش را تابو می‌شمرد، مورد آزار و تحقیر قرار گرفته بود.